# Ship of Fools (chanson d'Erasure)
Pour les articles homonymes, voir Ship of Fools (homonymie).
Singles de Erasure
The Circus
(1987) Chains of Love
(1988)
Clip vidéo
[vidéo] « Ship of Fools », sur YouTube
Ship of Fools est une chanson du duo britannique Erasure incluse dans leur troisième album studio, intitulé The Innocents et sorti (au Royaume-Uni) le 18 avril 1988.
Le 22 février 1988, deux mois avant la sortie de l'album, la chanson a été publiée en single.
Le single a débuté à la 20e place du classement des ventes de singles britannique dans la semaine du 26 février au 5 mars 1988 et a atteint sa meilleure position à la 6e place deux semaines plus tard (dans la semaine du 13 au 19 mars).